# علاء وردي
علاء وردي (13 يناير 1987)، مغني وموسيقي ولد في السعودية ويحمل الجنسية الإيرانية ويقيم حاليا في تركيا. عمل علاء بالعاصمة الأردنية عمان والتي درس بها الموسيقى أيضًا، كان عضوا سابقا في مجموعة تلفاز 11 والتي قدمت له الدعم في بداياته.
تميّز علاء بنمط موسيقي معين على قناته الخاصة في اليوتيوب يعتمد بشكل رئيسي على تغطية الأغنية وتقديمها بدون موسيقى إنما بتسلسل إيقاعي بشري دون استخدام أية أدوات موسيقية.

## بعض أعماله
- فيمتو
- قرفان
- يا امرأة لا تقودي.[3]
- هابي.
- شعري تعبني
- إلى متى
- شلمنتي بالحال
- في بحري
- خسران
- في بلادي
- عايشة
- فيديو عن تطور الموسيقى العربية
- ارجعيلي
- على فكرة (بالمشاركة مع سلطان الجميل)
- تعال (بالمشاركة مع هيفاء كمال)
- أرضٌ واحد (ضمن فرقة هيجان)[5]
- إنسان (ضمن فرقة هيجان)
- زباله (ضمن فرقة هيجان)
- هيلا يا رمانة (مع حمزة نمرة في ريمكس ٤)